# Nicholas Ferguson
Nicholas Ferguson (nacido el 24 de octubre de 1948) es un empresario británico, actual presidente de BSkyB y expresidente de SVG Capital. Es miembro de la Orden del Imperio Británico.

## Formación
Ferguson es licenciado en Ciencias Económicas en la Universidad de Edimburgo, y tiene un MBA en Harvard Business School.

## Carrera profesional
De 1996 a 2005, Ferguson fue el director ejecutivo de SVG Capital, hasta que fue nombrado presidente en 2006. Seguidamente, Ferguson renunció como presidente de SVG Capital para convertirse en presidente de BSkyB, en abril de 2012, en sustitución de James Murdoch.
Según The Financial Times, "después de ocho años como director no ejecutivo, algunos inversores se preguntan si el señor Ferguson es suficientemente independiente del imperio News Corp".
También es presidente del Instituto de Arte Courtauld.